# Agyriaceae
Agyriaceae är en familj av lavar. Agyriaceae ingår i ordningen Agyriales, klassen Lecanoromycetes, divisionen sporsäcksvampar och riket svampar.
|            | Schaereriaceae            |
|            |                           |
| Agyriaceae | \| \| Agyrium \| \| \| \| |
|            | \| \| Agyrium \| \| \| \| |
|            | Agyrium                   |
|            |                           |

|  | Agyrium |
|  |         |